# オレクサンドル・ピハリョノク
オレクサンドル・ピハリョノク（Oleksandr Pikhalyonok、1997年5月7日 - ）は、ウクライナ・ドネツィク出身のサッカー選手。FCディナモ・キーウ所属。ポジションはMF。

## クラブ経歴
FCシャフタール・ドネツクの下部組織を経て、2017年5月31日、FCオレクサンドリーヤとのリーグ戦でトップチームデビューを果たした。
2021年6月25日、SKドニプロ-1に完全移籍し、4年契約を結んだ。

## 代表経歴
2022年6月8日、UEFAネーションズリーグのアイルランド代表戦にてウクライナ代表デビューを飾った。